# Ribaucourt
Ribaucourt – stacja metra w Brukseli, na linii 2 i 6. Zlokalizowana jest pomiędzy stacjami Yser/IJzer i Simonis (Elisabeth). Została otwarta 2 października 1988.